# Lithacodia ruberrima
Lithacodia ruberrima är en fjärilsart som beskrevs av Emilio Berio 1954. Lithacodia ruberrima ingår i släktet Lithacodia och familjen nattflyn. Inga underarter finns listade i Catalogue of Life.